# 셰릴 리 랠프
셰릴 리 랠프(Sheryl Lee Ralph, 1956년 12월 30일 ~ )는 미국의 배우, 가수이다.

## 연기 목록

### 영화
- 시스터 액트 2 (1993)
- 고인돌 가족 플린스톤 (1994)
- 증오 (1995)
- 보거스 (1996)
- 컴백 트레일 (2020)

### 텔레비전
- 원더우먼 (1979)
- L.A. 로 (1987)
- 미녀마법사 사브리나 (1999)
- 더 디스트릭트 (2000-01)
- 저스티스 리그 (2002) - 목소리
- 더 프라우드 패밀리 (2002) - 목소리
- 라스베가스 (2003)
- 제7의 천국 (2006)
- ER (2006)
- 한나 몬타나 (2008)
- 스매쉬 (2013)
- 레이 도노반 (2013-20)
- 투 브로크 걸스 (2014)
- 크리미널 마인드 (2016)
- 맥가이버 (2017-19)
- 클로스 (2018)
- 애봇 초등학교 (2021-현재)
- 밥스 버거스 (2023) - 목소리

### 비디오 게임
- 바이오쇼크 2 (2010)

### 공연
- 드림걸스 (1981)
- 위키드 (2016-17)

## 음반 목록

### 정규 앨범
- In the Evening (1984)
- Sleigh. (2022)